# Cerro Jilarata (berg i Bolivia, Oruro, lat -19,59, long -67,64)
Cerro Jilarata är ett berg i Bolivia.   Det ligger i departementet Oruro, i den sydvästra delen av landet, 260 km väster om huvudstaden Sucre. Toppen på Cerro Jilarata är 4 630 meter över havet, eller 173 meter över den omgivande terrängen. Bredden vid basen är 2,7 km.
Terrängen runt Cerro Jilarata är huvudsakligen kuperad, men norrut är den bergig. Trakten runt Cerro Jilarata är nära nog obefolkad, med mindre än två invånare per kvadratkilometer.. Närmaste större samhälle är Salinas de Garcí Mendoza, 6,0 km sydväst om Cerro Jilarata. 
Omgivningarna runt Cerro Jilarata är i huvudsak ett öppet busklandskap.